# Copromyza equina
Copromyza equina – gatunek muchówki z rodziny Sphaeroceridae i podrodziny Copromyzinae.
Gatunek ten opisany został w 1820 roku przez Carla Fredrika Falléna.
Muchówka o ciele długości około 4 mm. Głowa jej charakteryzuje się brakiem szczecinek zaciemieniowych oraz brakiem długich szczecinek na policzku oprócz wibrys. Na tułowiu ma na krawędzi sternopleurów cztery długie szczecinki i rząd krótkich włosków. Pleury są błyszczące na mniejszej powierzchni niż u C. stercoraria, ale większej niż u C. nigrina. Skrzydła są w pełni wykształcone. Ich użyłkowanie cechuje odcinek żyłki medialnej M1+2 między przednią i tylną żyłką poprzeczną nie dłuższy niż jej odcinek wierzchołkowy. Pierwsza i trzecia para odnóży nie ma ząbków na spodzie nasadowych członów stóp. Trzecia para odnóży ma na spodzie goleni długą ostrogę wierzchołkową i pozbawiona jest długich szczecinek anterowentralnych. Odwłok samicy cechują szerokie i sięgające tergitów sternity, a samca zgrubiały i na bocznych brzegach zaopatrzony w żeberka sternit pregenitalny.
Owad znany z prawie wszystkich krajów Europy, w tym z Polski, a ponadto z Makaronezji, Afryki Północnej, palearktycznej i orientalnej Azji oraz nearktycznej i neotropikalnej Ameryki.